# Сіболга
Сіболга (індонез. Sibolga) — місто в індонезійській провінції Північна Суматра.

## Географія
Сіболга розташовується на західному узбережжі острова Суматра за горами Барісан.

### Клімат
Місто знаходиться у зоні, котра характеризується вологим тропічним кліматом. Найтепліший місяць — травень із середньою температурою 27.8 °C (82 °F). Найхолодніший місяць — липень, із середньою температурою 26.7 °С (80 °F).
| Клімат Сіболги          | Клімат Сіболги | Клімат Сіболги | Клімат Сіболги | Клімат Сіболги | Клімат Сіболги | Клімат Сіболги | Клімат Сіболги | Клімат Сіболги | Клімат Сіболги | Клімат Сіболги | Клімат Сіболги | Клімат Сіболги | Клімат Сіболги |
| Показник                | Січ.           | Лют.           | Бер.           | Квіт.          | Трав.          | Черв.          | Лип.           | Серп.          | Вер.           | Жовт.          | Лист.          | Груд.          | Рік            |
| Абсолютний максимум, °C | 35             | 35             | 38             | 37             | 37             | 37             | 37             | 33             | 38             | 37             | 37             | 37             | 38             |
| Середній максимум, °C   | 30             | 31             | 31             | 30             | 31             | 31             | 30             | 30             | 29             | 30             | 30             | 30             | 30             |
| Середня температура, °C | 27             | 27             | 27             | 27             | 27             | 27             | 26             | 26             | 26             | 26             | 26             | 26             | 27             |
| Середній мінімум, °C    | 23             | 23             | 23             | 23             | 23             | 23             | 22             | 22             | 22             | 22             | 23             | 22             | 23             |
| Абсолютний мінімум, °C  | 16             | 16             | 20             | 20             | 18             | 17             | 18             | 17             | 17             | 17             | 15             | 20             | 15             |
| Норма опадів, мм        | 300            | 270            | 380            | 410            | 310            | 230            | 270            | 340            | 370            | 480            | 450            | 420            | 4290           |
| ----------------------- | -------------- | -------------- | -------------- | -------------- | -------------- | -------------- | -------------- | -------------- | -------------- | -------------- | -------------- | -------------- | -------------- |
| Джерело: Weatherbase    |                |                |                |                |                |                |                |                |                |                |                |                |                |